# Salix carmanica
Salix carmanica — вид квіткових рослин із родини вербових (Salicaceae).

## Морфологічна характеристика
Це кущ до 6 метрів заввишки; кора блакитнувато-зелена, гладка. Гілочки пониклі, жовтуваті, тонкі, голі. Прилистки лінійні, ≈ 2 мм; листкова пластинка зворотно-ланцетна, 30–50 × 5–7 мм, більша на пагонах, рівномірно забарвлена з обох поверхонь, в молодому віці злегка вовниста, в зрілому віці майже гола, край віддалено зубчастий, верхівка коротко загострена. Жіночі сережки 1–2.5 см.

## Середовище проживання
Іран, Туркменістан, Сіньцзян-Уйгурський автономний район.